# Lioudmila Oulitskaïa
Ludmila Oulitskaïa
Lioudmila Ievguenievna Oulitskaïa (en russe : Людмила Евгеньевна Улицкая), née le 23 février 1943 à Davlekanovo (République de Bachkirie) dans la région de l’Oural, en Russie, est une femme de lettres russe. Elle est l'auteure de nombreux romans et nouvelles, ainsi que de plusieurs scénarios de films. Elle est mariée au sculpteur Andreï Krassouline (ru).

## Biographie
Lioudmila Oulitskaïa est née au sud de l’Oural, où ses parents moscovites se sont réfugiés pendant la guerre. En 2012, dans son recueil « Détritus sacrés », elle évoque son enfance et  se décrit  comme « la dernière juive d’une famille assimilée ». Elle suit des études de biologie à l'Université d'État de Moscou dans les années 1960.
Plus tard, elle perd sa chaire à l'Institut de génétique Nikolaï Vavilov quand les autorités soviétiques s'aperçoivent qu'elle prête sa machine à écrire à des auteurs de samizdat.
Elle se consacre alors à l'écriture, d'abord pour la radio et le théâtre. Elle collabore un temps au Théâtre musical juif. Dans les années 1980, elle écrit des nouvelles. En France, elle est publiée dès la fin des années 1980, chez Gallimard.
Mais il lui faudra attendre le démantèlement de l’Union soviétique pour être véritablement reconnue et publiée en Russie. Son premier roman, Sonietchka, paraît dans le magazine littéraire Novy Mir en 1992. Pour Sonietchka, en 1996, à Paris, elle reçoit le prix Médicis étranger, première femme à recevoir ce prix.
Ses œuvres sont largement traduites et diffusées à l’étranger (le prix Booker russe lui est décerné pour Le Cas du docteur Koukotski en 2001), principalement en Allemagne : en 2005, elle est distinguée par l'Académie allemande de littérature pour la jeunesse (Deutsche Akademie für Kinder- und Jugendliteratur).
En 2007, elle obtient le prix Bolchaïa Kniga, l'une des plus importantes distinctions littéraires russes, pour Daniėľ Štajn, perevodčik (Даниэль Штайн, переводчик).
En France, elle a été faite chevalière de l’ordre des Palmes académiques en 2003, chevalière de l’Ordre des Arts et des Lettres en 2004, et officière de la Légion d'honneur en 2014. En 2011, elle reçoit le prix Simone de Beauvoir pour la liberté des femmes.
En 2012, elle reçoit le prix littéraire international sud-coréen Prix Park Kyung-ni.
Son engagement politique contre le Kremlin et l'homophobie lui a valu d'être attaquée, en 2016, par des jeunes militants pro-Poutine,. Elle s'engage également, en 2018, pour la défense du metteur en scène « assigné à résidence » Kirill Serebrennikov. En 2022, face à l'invasion de l'Ukraine par la Russie, Lioudmila Oulitskaïa continue de faire entendre sa voix dissidente, emplie d'histoire d'abord en Russie, puis en Allemagne où elle se réfugie début avril 2022. Le 1er mars 2024, Lioudmila Oulitskaïa est classée «agent de l'étranger» par la Russie.

## Œuvres
Sauf indications contraires, toutes les œuvres de Lioudmila Oulitskaïa ont été traduites par Sophie Benech aux éditions Gallimard dans la collection Du monde entier

### Romans
- Sonietchka (Сонечка, 1992) Publié en français sous le titre Sonietchka, 1996  (ISBN 2-07-073872-8) ; réédition, Paris, Gallimard, coll. « Folio » no 3071, 1998  (ISBN 2-07-040426-9)
- Medeja i eë deti (Медея и ее дети, 1996) Publié en français sous le titre Médée et ses enfants, 1998  (ISBN 2-07-074653-4) ; réédition, Paris, Gallimard, coll. « Folio » no 6899, 2021  (ISBN 2-07-288221-4)
- Vesëlyje pochorony (Веселые похороны, 1997) Publié en français sous le titre De joyeuses funérailles, 1999  (ISBN 2-07-075349-2) ; réédition, Paris, Gallimard, coll. « Folio » no 3489, 2001  (ISBN 2-07-041717-4)
- Kazus Kukockovo (Казус Кукоцкого, 2000) Publié en français sous le titre Le Cas du docteur Koukotski, 2003  (ISBN 2-07-076346-3)
- Skvoznaja linija (Сквозная линия, 2003) Publié en français sous le titre Mensonges de femmes, 2007  (ISBN 978-2-07-077105-9) ; réédition, Paris, Gallimard, coll. « Folio » no 4814, 2008  (ISBN 978-2-07-035948-6)
- Iskrenne Vaš Šurik (Искренне Ваш Шурик, 2004) Publié en français sous le titre Sincèrement vôtre, Chourik, 2005  (ISBN 2-07-077293-4) ; réédition, Paris, Gallimard, coll. « Folio » no 4421, 2005  (ISBN 2-07-033974-2)
- Daniėľ Štajn, perevodčik (Даниэль Штайн, переводчик, 2006) (Prix Bolchaïa Kniga en 2007) Publié en français sous le titre Daniel Stein, interprète, 2008  (ISBN 978-2-07-078564-3)
- Zelënyj šatër (Зеленый шатер 2011) Publié en français sous le titre Le Chapiteau vert, 2014  (ISBN 978-2-07-013497-7) ; réédition, Paris, Gallimard, coll. « Folio » no 6175, 2016  (ISBN 978-2-07-079337-2)
- Lestnitza Jakowa (Лестница Якова, 2015) Publié en français sous le titre L'Échelle de Jacob, 2018  (ISBN 978-2-07-019746-0) ; réédition, Paris, Gallimard, coll. « Folio » no 6674, 2019  (ISBN 978-2-07-283227-7)

### Nouvelles et recueils de nouvelles
- Цю-юрихь (recueil de nouvelles, 2000)[12]
- Bednye rodstvenniki (Бедные родственники, 1993) Publiée en français sous le titre Les Pauvres Parents, traduite par Bernard Kreise, 1993  (ISBN 2-07-072691-6) ; réédition, Paris, Gallimard, coll. « Folio » no 4172, 2005  (ISBN 2-07-030704-2)
- Лялин дом (1999), longue nouvelle Publiée en français sous le titre La Maison de Lialia (d'abord inclus en France dans le recueil Les Pauvres Gens), Paris, Gallimard, coll. « Folio 2 euros », 2004  (ISBN 978-2-07-031457-7)
- Bednaâ sčastlivaâ Kolyvanova Publiées en français sous le titre Un si bel amour et autres nouvelles, 2001  (ISBN 2-07-076190-8)
- Lûdi našego carâ (Люди нашего царя, 2005) Publiée en français sous le titre Les Sujets de notre tsar, 2010  (ISBN 978-2-07-078334-2)
- Detstvo sorok devjať (Детство сорок девять, 2013)
- Просто чума (1988) Publiée en français sous le titre Ce n'était que la peste, 2021  (ISBN 978-2-07-292740-9) ; réédition, Paris, Gallimard, coll. « Folio » no 7165, 2023  (ISBN 978-2-07-300206-8)
- О теле души (2019) Publiée en français sous le titre Le corps de l'âme, Paris, Gallimard, 2022  (ISBN 978-2-07-291547-5) ; réédition, Paris, Gallimard, coll. « Folio » no 7330, 2024  (ISBN 978-2-07-304339-9)

### Littérature d'enfance et de jeunesse
- Detstvo sorok devatʹ  Publié en français sous le titre Le Miracle des choux et autres histoires russes, Paris, Gallimard jeunesse, 2005  (ISBN 2-07-050859-5)
- Contes russes pour enfants (recueil de l'éditeur Gallimard regroupant divers contes de l'auteure), illustrations de Svetlana Filippova, Paris, Gallimard jeunesse, 2006  (ISBN 2-07-057895-X)

### Théâtre
- Русское варенье Publiée en français sous le titre Confiture russe, pièce en trois actes sans entracte, Paris, Gallimard, coll. « Le Manteau d'Arlequin », 2018  (ISBN 978-2-07-078335-9)
- Moj vnuk Veniamin (Мой внук Вениамин, 2010) Publiée en français sous le titre Mon petit-fils Benjamin, pièce en deux actes, Paris, Gallimard, coll. « Le Manteau d'Arlequin », 2019  (ISBN 978-2-07-282547-7)
- Семеро святых из деревни Брюхо (littéralement : Les sept saints du village de Barriga)

### Recueil d'articles de presse et de discours
- Svâšennyj musor (Свяшенный мусор, 2013) Publié en français sous le titre À conserver précieusement, 2017  (ISBN 978-2-07-014305-4)

## Récompenses
- Prix Médicis étranger 1996
- Prix Simone de Beauvoir pour la liberté des femmes 2011
- Chevalière de la Légion d'honneur 2014
- Prix Formentor 2022

## Sur quelques œuvres

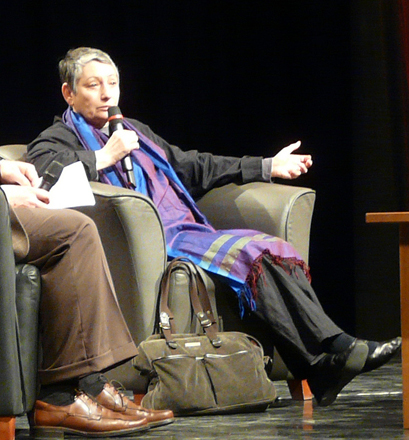
Lioudmila Oulitskaïa au 16e International Book Festival en avril 2009.

### L'Échelle de Jacob
Les vies croisées de Nora Ossetskaïa (1943-, décoratrice de théâtre), Victor Stépanovitch Tchébotarev (1943-, mathématicien), Tenguiz Kouziani (1928-, metteur en scène), Yourik Ossetski (1975-, musicien), Heinrich Ossetski (1916-1989), Amalya Kotenko (1916-1989), Maroussia Kerns-Ossetskaïa (1890-1975), Jacob Ossetski (1890-1955), et de quelques autres, dans la grande Russie, entre 1905 et 2011.
Nora finit par ouvrir un paquet de lettres de sa grand-mère Maroussia et de son grand-père Jacob, oublié dans une malle récupérée en 1975. Elle reconstitue progressivement certains pans de l'histoire familiale, et du monde russe, au sens large, avec les espérances, les émigrations, les dénonciations, les relégations, les actions culturelles : Kiev, Saint-Pétersbourg, Moscou, mais aussi Long Island, New-York, Tbilissi.

### Ce n'était que la peste
Ce court texte écrit sous la forme d'un scénario raconte comment à Moscou les services secrets d'état endiguent une épidémie de peste pulmonaire. Inspiré d'une histoire vraie.
Ce texte fait l'objet d'une controverse, l'autrice ayant été accusée de plagiat par sa consœur Natalia Rapoport lors de la sortie en 2020 du livre.